# 뤄즈창
뤄즈창(중국어 정체자: 羅智強, 병음: Luó Zhìqiáng, 1970년 3월 26일 ~ )은 타이완의 정치인이다. 2024년 타이베이시 제6선거구의 입법위원으로 당선된다.